# Prisma de convés

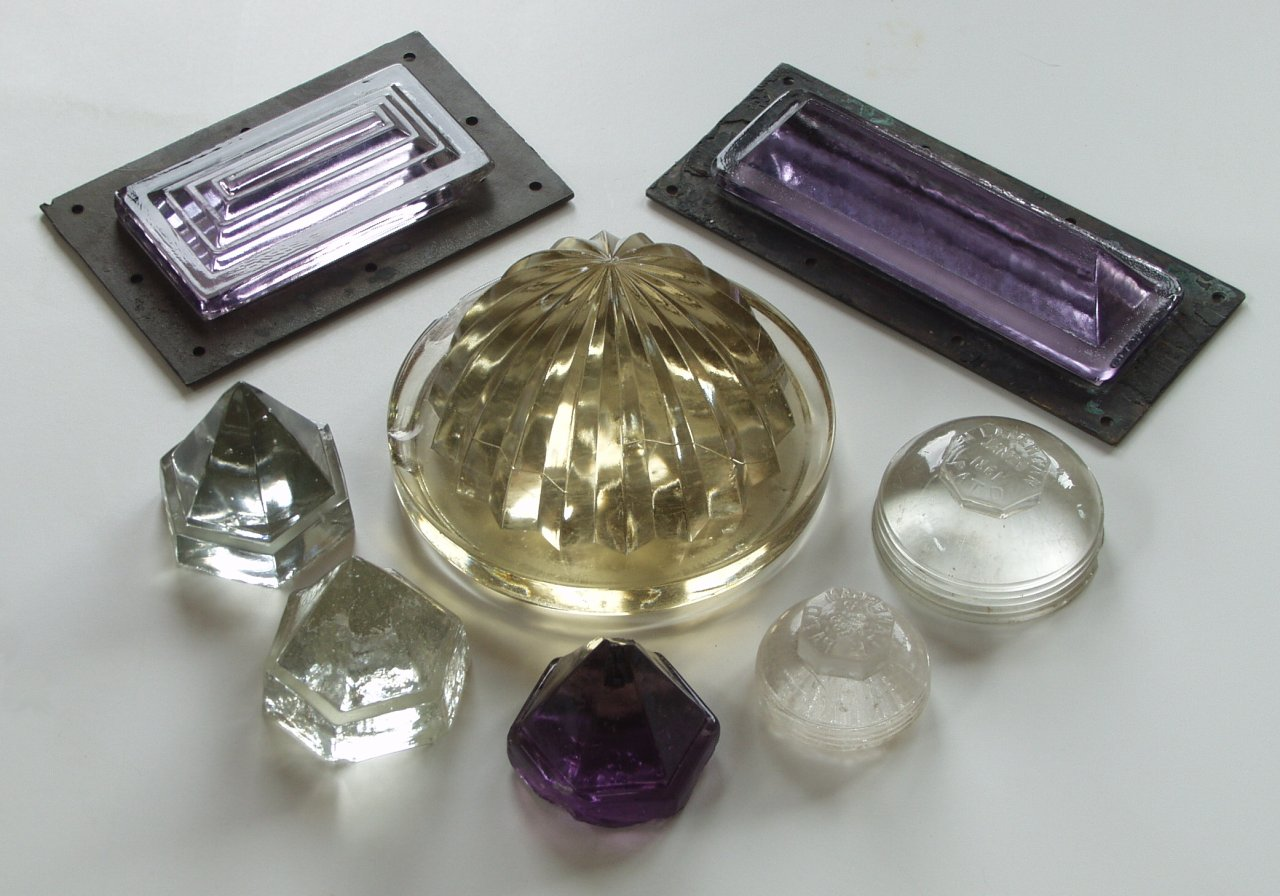
Grupo de prismas de convés originais.

Um prisma de convés é um prisma inserido no convés de um navio para fornecer luz para baixo.
Durante séculos, os navios à vela usaram prismas de convés para fornecer uma fonte segura de luz solar natural para iluminar as áreas abaixo do convés. Antes da eletricidade, a luz abaixo do convés de um navio era fornecida por velas, lamparinas a óleo e querosene - todas perigosas a bordo de um navio de madeira. O prisma do convés colocado nivelado com o convés, o prisma de vidro refrata e dispersa a luz natural no espaço abaixo a partir de uma pequena abertura do convés sem enfraquecer as tábuas ou  tornar-se um risco de incêndio.
Em uso normal, o prisma fica pendurado abaixo da parte superior e dispersa a luz lateralmente; o tampo é plano e instalado rente ao convés, passando a fazer parte do convés. Os formatos das lentes derivaram naturalmente do processo de fabricação manual do vidro num 'ferro' e seriam anteriores à capacidade de fabricar vidro plano. (Uma janela de vidro plana formaria apenas um único ponto brilhante abaixo – não muito útil para iluminação geral – daí a forma prismática.)
Para maximizar a emissão de luz, o vidro utilizado foi originalmente incolor com adição de dióxido de manganês; a tonalidade roxa de alguns exemplares é causada por décadas de exposição aos raios UV.
A bordo de carvoeiros (navios de carvão), os prismas também eram usados para controlar o porão de carga: a luz de um incêndio seria coletada pelo prisma e ficaria visível no convés mesmo durante o dia.